# Maximilian von Dziembowski
Maximilian Maria Aloysius von Dziembowski (* 16. August 1823 in Dresden; † 1. Juni 1901 ebenda) war ein sächsischer Generalleutnant.

Grabstätte Maximilian von Dziembowski – Alter Katholischer Friedhof Dresden

## Leben

### Militärkarriere
Dziembowski war der Sohn des Kammerherren Carl Adolf Hyacinth von Dziembowski und trat 1839 in den Kadettenkorps der sächsischen Armee ein. Nach langjähriger Erziehung in diesem wurde er 1843 zum Fähnrich ernannt, worauf eine Beförderung zum Leutnant im Jahre 1844 erfolgte. Er wurde in den folgenden Jahren 1849 zum Oberleutnant, 1859 zum Hauptmann und während des Deutschen Krieges, am 28. Juli 1866, zum Major befördert. Er diente in dieser Eigenschaft als Kommandeur des III. Bataillons des Infanterie-Regiment „König Georg“ (7. Königlich Sächsisches) Nr. 106. Er wurde 1869 dann als Kommandeur des II. Bataillons des Schützen-(Füsilier-)Regiment „Prinz Georg“ (Königlich Sächsisches) Nr. 108 eingesetzt. Nach Beförderung zum Oberstleutnant am 17. September 1870 nahm er mit seinem Bataillon an der Schlacht bei Villiers des Deutsch-Französischen Krieges. Er wurde während der Schlacht schwer am Arm verletzt und durch den Hauptmann von Egidy ersetzt, welcher noch während der Schlacht starb.
Er wurde nachfolgend Flügeladjutant des sächsischen Königs Johann. Wegen seiner während des Deutsch-Französischen Krieges bewiesenen Tapferkeit wurde er am 27. März mit dem Ritterkreuz des Militär-St.-Heinrichs-Ordens ausgezeichnet. Dziembowski wurde am 4. Januar 1872 schon zum Oberst befördert und diente nach Tod des sächsischen Königs im Jahre 1873 als Flügeladjutant des neugekrönten Königs Albert. Er erhielt im Mai 1876 nach Abschiedsgesuch zur Disposition mit Pension den Charakter eines Generalmajors und die Erlaubnis zum Tragen der Generalsuniform. Er erhielt später noch den Charakter eines Generalleutnants.

### Familie
Er heiratete 1847 in Dresden Ida von Schröter.